# Solar Bridge
Solar Bridge — студийный альбом американского электронного трио Emeralds, выпущенный 16 июня 2008 года на лейбле Hanson Records. Альбом был полностью импровизирован и записан в цифровом формате в июле 2007 года в домашней студии в Вестлейке, штат Огайо. Критики описывают жанры альбома как дроун, эмбиент и kosmische. Альбом длится 26 минут и разделён на два трека, которые состоят из «медитативных» дронов, созданных из двух синтезаторов и гитары. Solar Bridge стал первым альбомом Emeralds, выпущенным на виниле и CD, и получил положительные отзывы от AllMusic, Pitchfork и Tiny Mix Tapes.

## Отзывы
| Оценки критиков | Оценки критиков |
| Источник        | Оценка          |
| --------------- | --------------- |
| AllMusic        | [ 1 ]           |
| Pitchfork       | 8.0 / 10        |
| Tiny Mix Tapes  | [ 3 ]           |

Альбом получил положительные отзывы от музыкальных критиков.
В AllMusic отметили, что «музыка глубокая и медитативная, перетекающая текстуры, которые каким-то образом сканируются одновременно как органические и синтетические. Марк Макгуайр, Джон Эллиот и Стив Хаушилдт создали поистине вневременной звук, который мог бы появиться из андеграунда в любой момент с начала 70-х».
Мангун из Tiny Mix Tapes поставил альбому четыре с половиной звезды из пяти и назвал его «преступно слишком коротким», что не позволило ему получить отличную оценку. Шербурн из Pitchfork поставил альбому 8 из 10 баллов в своей рецензии 2022 и отметил, что повторное прослушивание альбома помогает лучше понять звуковое развитие трио и его дискографию.

## Список композиций
Solar Bridge
1. «Magic» — 12:30
2. «The Quaking Mess» — 14:15

Solar Bridge (цифровое переиздание 2022 года)
1. «Magic» — 12:30
2. «The Quaking Mess» — 14:15
3. «Photosphere» (Digital Bonus) — 17:00